# Три ступени
Три ступе́ни — это три больших каменных выступа на Северо-Восточном гребне Джомолунгмы, на отметках 8564, 8610 и 8710 метров над уровнем моря. Среди них наиболее известна и исторически значима Вторая ступень, самая сложная для прохождения. Альпинистам, идущим из Тибета к вершине Джомолунгмы по обычному северному маршруту, приходится преодолевать все три.

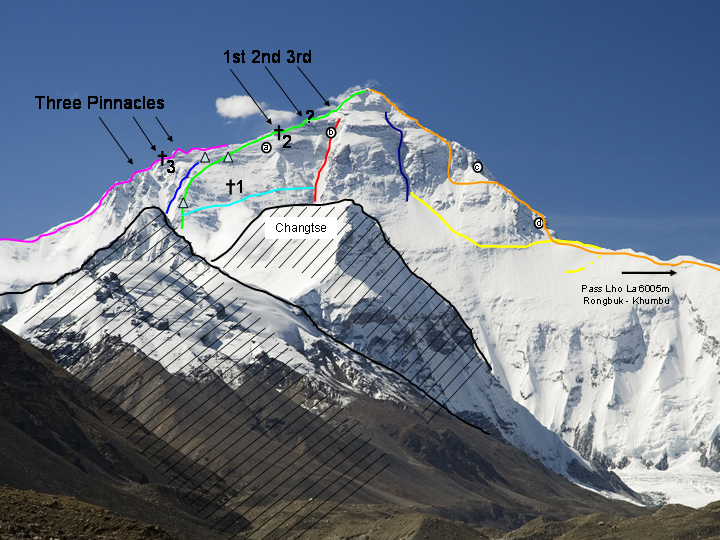
Северная стена Джомолунгмы. Три ступени обозначены как «1st», «2nd» и «3rd» соответственно

Первая ступень состоит из больших каменных глыб и уже́ является значительным препятствием даже для опытных альпинистов, поскольку расположена на большой высоте над уровнем моря (8564 метров).
Но гораздо труднее одолеть Вторую ступень — большую скалу с крутым склоном, который начинается на высоте 8610 метров над уровнем моря и поднимается ещё на 40 метров выше. На верхних пяти метрах второй ступени её склон становится почти отвесным обрывом. Из-за этого Вторая ступень была впервые достоверно покорена позже, чем вершина Джомолунгмы — только в 1960 году китайские альпинисты Ванг Фу-Чоу (Wang Fu-chou), Конбу (Konbu) и Чу Йинг-Хуа (Chu Ying-hua) совершили подтверждённое восхождение на неё (и на вершину по северному маршруту). Возможно, Джордж Мэллори и (или) Эндрю Ирвин преодолели Вторую ступень ещё в 1924 году — но надёжных подтверждений этому нет.
Другая китайская экспедиция в 1975 году установила на Второй ступени лестницу, которая значительно облегчила прохождение и по которой теперь поднимаются почти все восходители, идущие к высочайшей вершине Земли с северной стороны.
Третья ступень, напротив, наименее сложная из них. Её высота подъёма — около 10 метров, а над нею лежат довольно пологие снежные поля, по которым дойти до вершины уже нетрудно.

## Известные восхождения
Через Три ступени к вершине Джомолунгмы пытались взойти участники британских экспедиций 1921, 1922, 1924 и 1933 годов. Им приходилось идти по северному маршруту из-за того, что Непал был закрыт для иностранцев, и южный маршрут восхождения был недоступен. Но после присоединения Тибета к КНР эта ситуация изменилась на обратную: британцы теперь могли восходить на вершину Джомолунгмы только со стороны Непала, по южному маршруту, а Тибет для них был закрыт.
Пройти Вторую ступень свободным скалолазанием, без использования лестниц и посторонней помощи впервые удалось только в 1985 году испанцу Оскару Кадиачу (кат. Òscar Cadiach i Puig). Он оценил сложность прохождения верхней части этой скалы в 5.7—5.8 баллов по шкале YDS («V+» по шкале UIAA).
В 2001 году австралийский скалолаз Тео Фрицче (Theo Fritsche) одолел Вторую ступень в одиночку свободным скалолазанием с первой попытки, и пришёл к таким же выводам. Конрад Анкер (англ. Conrad Anker) преодолел её же, правда, ступив один раз на лестницу, и оценил уровень сложности как 5.10 YMS.
В мае 2003 года, в год пятидесятилетия первого успешного восхождения на вершину Эвереста, петербуржец Николай Тотмянин, совершая бескислородное восхождение, из-за огромной очереди из восходителей на классическом маршруте, преодолел вторую ступень траверсом справа от классического маршрута (справа по ходу к вершине) по северной стене без использования лестницы и перильных верёвок.
В 2007 году Анкер снова взобрался на вторую ступень: в этот раз не в одиночку, а в паре с Лео Хоулдингом (Leo Houlding) — но лестница перед тем была снята, и они взошли без дополнительной помощи.